# Kelly Loeffler
Kelly Lynn Loeffler, född 27 november 1970 i Bloomington, Illinois, är en amerikansk affärskvinna och republikansk politiker. Hon var ledamot av USA:s senat från Georgia från januari 2020 till januari 2021. 
Loeffler var verkställande direktör för Bakkt, ett dotterbolag till Intercontinental Exchange. Loeffler är delägare av Atlanta Dream i Women’s National Basketball Association.
Den 4 december 2019 valde Georgias guvernör Brian Kemp Loeffler till efterträdare till senator Johnny Isakson. Hon tillträde den 6 januari 2020.
Loeffler beskriver sig själv som konservativ republikan. Hon stödde omvalet av president Donald Trump. Under sin tid i senaten röstade Loeffler i linje med Trumps uttalade ståndpunkt i lagstiftningsfrågor i 100 procent av fallen, enligt FiveThirtyEight.
Loeffler motsätter sig rätten till abort och har sagt att hon kommer att rösta för lagstiftning mot abort.

## Valen 2020–2021
De allmänna valen i november 2020 genomfördes smidigt i Georgia, trots tidigare problem med val under våren 2020 på grund av pågående pandemi, med många poströster och förtidsröster avlagda upp till tre veckor före valdagen. Joe Biden vann elektorsrösterna från Georgia med endast en liten marginal.
Efter valet offentliggjorde de båda republikanska senatorerna från Georgia David Perdue och Kelly Loeffler, efter påtryckningar av Donald Trump, ett gemensamt uttalande med anklagelser mot Raffensperger om icke närmare förklarade "misslyckanden" och utan att framlägga evidens, krävde hans avgång. Både Perdue and Loeffler hade i de båda samtidiga senatorsvalen misslyckats att uppnå erforderliga 50% för att bli valda, vilket enligt Georgias vallagar föranledde ett omval den 5 januari 2021. Raffensperger avvisade kraven på att avgå. 
Loeffler förlorade omvalet i januari 2021 mot Raphael Warnock.

## Privatliv
År 2004 gifte sig Loeffler med Jeffrey Sprecher, grundare och verkställande direktör för Intercontinental Exchange. I augusti 2020 rapporterade The Washington Post att Loefflers och Sprechers sammanlagda nettoförmögenhet är 520 miljoner dollar, vilket gjorde henne till den rikaste amerikanska senatorn.